# Resolutie 809 Veiligheidsraad Verenigde Naties
Resolutie 809 van de Veiligheidsraad van de Verenigde Naties werd op 2 maart 1993 unaniem goedgekeurd.

## Achtergrond
Begin jaren 70 was het tot een conflict gekomen tussen Spanje, Marokko, Mauritanië en de Westelijke Sahara zelf over de Westelijke Sahara dat tot dan in Spaanse handen was. Marokko legitimeerde zijn aanspraak op basis van historische banden met het gebied. Nadat Spanje het gebied opgaf bezette Marokko er twee derde van. Het land was nog steeds in conflict met Polisario, dat met steun van Algerije de onafhankelijkheid blijft nastreven. 
Begin jaren 90 kwam er een plan op tafel om de bevolking van de Westelijke Sahara via een volksraadpleging zelf te laten beslissen over de toekomst van het land. Het was de taak van de VN-missie MINURSO om dat referendum op poten te zetten. 
Het plan strandde later echter, door aanhoudende onenigheid tussen de beide partijen waardoor ook de missie nog steeds ter plaatse bleef.

## Inhoud

### Waarnemingen
De Veiligheidsraad was bezorgd om de moeilijkheden en vertragingen bij de uitvoering van het VN-plan en de verschillende interpretaties die beide partijen geven aan de door de secretaris-generaal opgestelde criteria om stemgerechtigd te zijn. Het VN-plan moest echter zonder oponthoud uitgevoerd worden en daarom was het wenselijk dat beide partijen er volledig aan meewerkten.

### Handelingen
De secretaris-generaal werd gevraagd meer te doen om de problemen, en vooral die met de interpretatie van de criteria, op te lossen, de nodige voorbereidingen te treffen om de volksraadpleging voor zelfbeschikking van het volk in de Westelijke Sahara te organiseren en de partijen te consulteren, om zo snel mogelijk de kiezers te registreren op basis van de volkstelling van 1974.
De Veiligheidsraad vroeg hem ook om uiterlijk in mei 1993 te rapporteren over zijn inspanningen en de medewerking van de partijen. De volksraadpleging moest nog voor het einde van het lopende jaar plaatsvinden. De secretaris-generaal werd ook gevraagd aanbevelingen te doen om de rol en sterkte van de missie in de Westelijke Sahara, MINURSO, aan te passen.

## Verwante resoluties
- Resolutie 690 Veiligheidsraad Verenigde Naties (1991)
- Resolutie 725 Veiligheidsraad Verenigde Naties (1991)
- Resolutie 907 Veiligheidsraad Verenigde Naties (1994)
- Resolutie 973 Veiligheidsraad Verenigde Naties (1995)

Lijst ·  800 ·  801 ·  802 ·  803 ·  804 ·  805 ·  806 ·  807 ·  808 ·  809 ·  810 ·  811 ·  812 ·  813 ·  814 ·  815 ·  816 ·  817 ·  818 ·  819 ·  820 ·  821 ·  822 ·  823 ·  824 ·  825 ·  826 ·  827 ·  828 ·  829 ·  830 ·  831 ·  832 ·  833 ·  834 ·  835 ·  836 ·  837 ·  838 ·  839 ·  840 ·  841 ·  842 ·  843 ·  844 ·  845 ·  846 ·  847 ·  848 ·  849 ·  850 ·  851 ·  852 ·  853 ·  854 ·  855 ·  856 ·  857 ·  858 ·  859 ·  860 ·  861 ·  862 ·  863 ·  864 ·  865 ·  866 ·  867 ·  868 ·  869 ·  870 ·  871 ·  872 ·  873 ·  874 ·  875 ·  876 ·  877 ·  878 ·  879 ·  880 ·  881 ·  882 ·  883 ·  884 ·  885 ·  886 ·  887 ·  888 ·  889 ·  890 ·  891 ·  892